# Earthquake (singel DJ-a Fresha i Diplo)
Earthquake – singel Brytyjskiego DJ i producenta DJ-a Fresha oraz jego amerykańskiego odpowiednika Diplo z gościnnym udziałem amerykańskiej raperki Dominique Young Unique. Utwór został wydany w Wielkiej Brytanii w 18 sierpnia 2013 roku. Wersja utworu pt. „Motherquake” znalazła się w soundtracku do filmu Kick-Ass 2. Utwór zawiera sample z utworu „Teach Me How to Dougie” zamerykańskiej grupy hip-hopowej Cali Swag District. Utwór odniósł duży sukces na wyspach Brytyjskich znajdując się na szczytach list przebojów w Wielkiej Brytanii.

## Teledysk
Teledysk do utworu „Earthquake” został wydany 24 lipca 2013 na YouTube. Łączna długości wideo to 3:20 min. Teledysk został nakręcony w Nowym Jorku. Występują w nim wszyscy trzej autorzy.

## Lista utworów
- Digital download[6]

| Nr | Tytuł utworu                                                  | Długość |
| -- | ------------------------------------------------------------- | ------- |
| 1. | „Earthquake” (Edit) (Clean)                                   | 3:10    |
| 2. | „Earthquake” (TC Remix) (Explicit)                            | 3:47    |
| 3. | „Earthquake” (Vato Gonzalez & Jaguar Skills Remix) (Explicit) | 4:23    |
| 4. | „Earthquake” (Delta Heavy Remix) (Explicit)                   | 3:52    |
| 5. | „Earthquake” (Astronomar Remix) (Explicit)                    | 3:36    |
| 6. | „Earthquake” (The Golden Boy Remix) (Clean)                   | 5:52    |
| 7. | „Earthquake” (WestFunk & Steve Smart Club Mix) (Clean)        | 4:22    |
|    |                                                               | 29:02   |

- „Motherquake” (Kick-Ass 2 version) download[2]

| Nr | Tytuł utworu                                                                   | Długość |
| -- | ------------------------------------------------------------------------------ | ------- |
| 1. | „Motherquake” (DJ Fresh vs. Diplo featuring Dominique Young Unique) (Explicit) | 2:08    |
|    |                                                                                | 2:08    |

- Remix EP[7]

| Nr | Tytuł utworu                                        | Długość |
| -- | --------------------------------------------------- | ------- |
| 1. | „Earthquake” (Shy FX Remix) (Explicit)              | 3:36    |
| 2. | „Earthquake” (DJ Riot's Zouk Bass Remix) (Explicit) | 4:07    |
| 3. | „Earthquake” (Extended Mix) (Explicit)              | 4:20    |
|    |                                                     | 12:03   |

- Eat, Sleep, Rave, Repeat - Ministry of Sound [Explicit] MP3-Album download[8]

| Nr | Tytuł utworu                            | Długość |
| -- | --------------------------------------- | ------- |
| 1. | „Earthquake” (Extended Edit) (Explicit) | 10:08   |
|    |                                         | 10:08   |

## Notowania na listach
| Lista                                  | Najwyższa pozycja |
| -------------------------------------- | ----------------- |
| Irlandia (Top 50 Singles)              | 42                |
| Szkocja (Top 40 Scottish)              | 6                 |
| Wielka Brytania (Top 40 Dance Singles) | 3                 |
| Wielka Brytania (Top 40 Indie Singles) | 1                 |
| Wielka Brytania (Singles Top 100)      | 4                 |

### Na koniec roku
| Lista (2013)                         | Pozycja |
| ------------------------------------ | ------- |
| UK Singles (Official Charts Company) | 104     |